# Reichrieglerhof

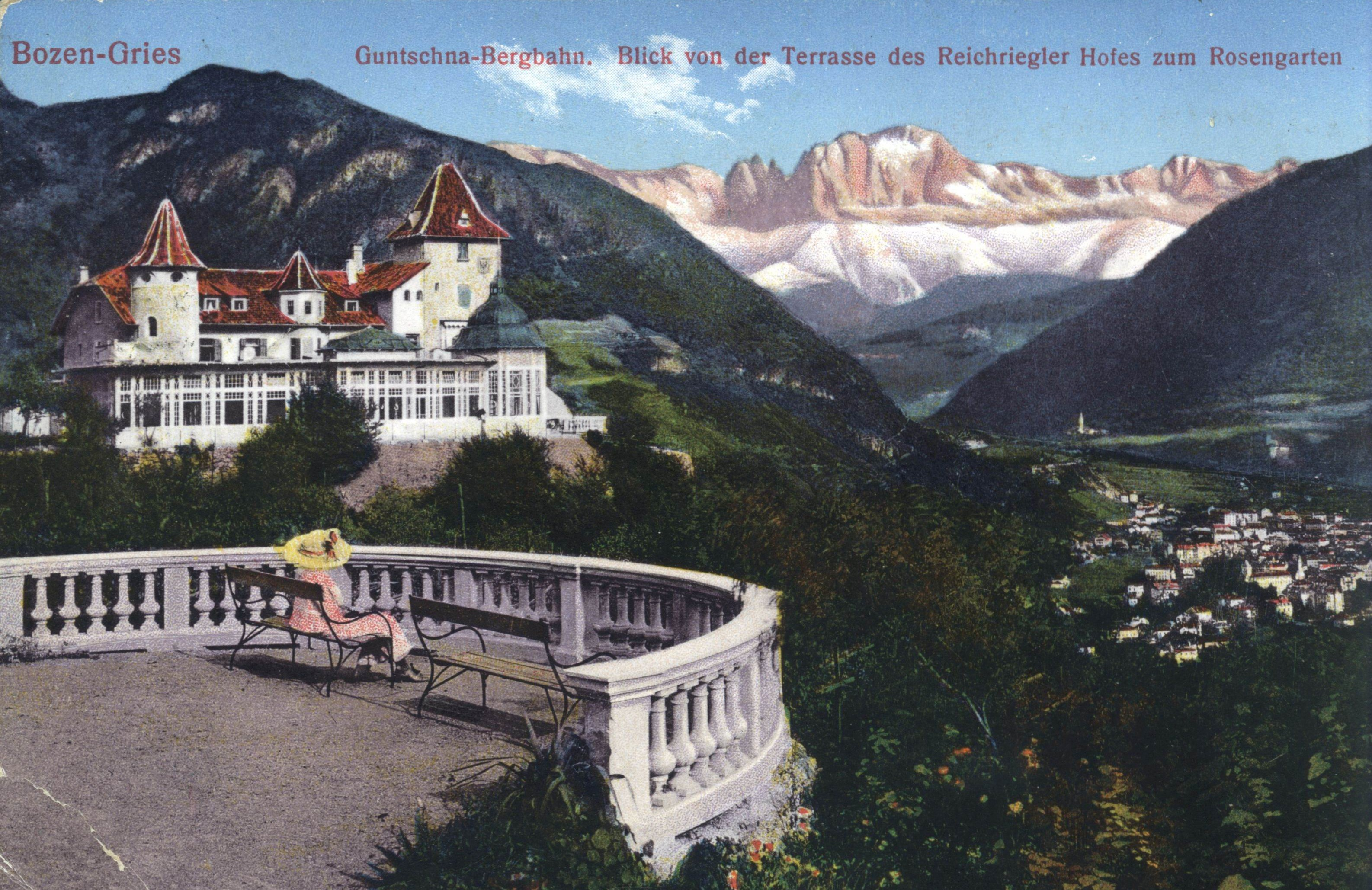
Der Reichrieglerhof am Guntschnaberg oberhalb Gries-Bozen auf einer Ansichtskarte von 1914 (mit Blick auf die Rosengartengruppe)

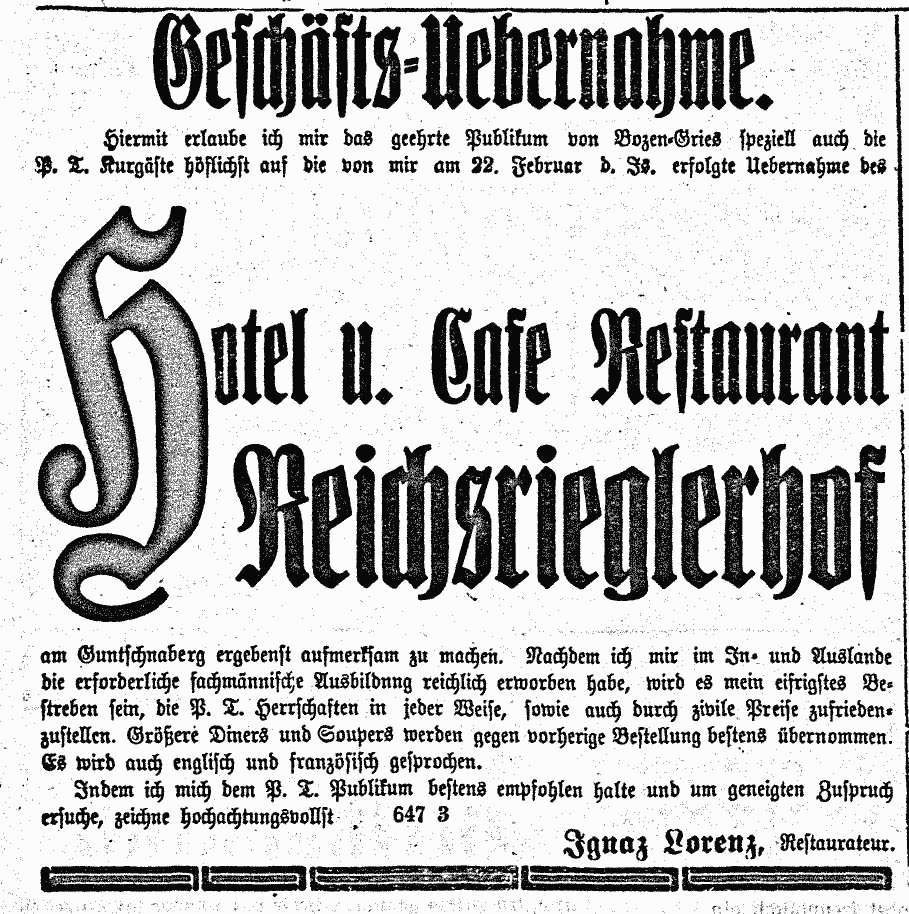
Annonce des Reichrieglerhofs in den Bozner Nachrichten vom 2. März 1913

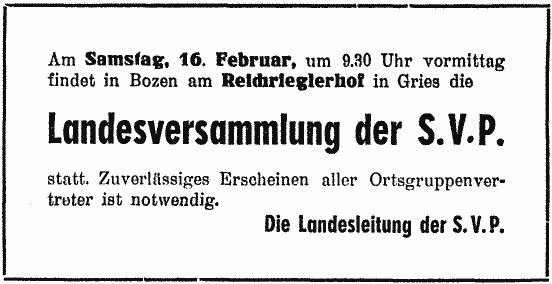
Ankündigung der SVP-Landesversammlung von 1952 im Reichrieglerhof

Der Reichrieglerhof (auch: Reichsrieglerhof; italienisch Castel Guncina) war ein Hotel am Guntschnaberg im Stadtteil Gries-Quirein in Bozen. Es wurde am 24. Dezember 1910 als Schmuckstück des damaligen Kurorts unter Anwesenheit von viel Adelsprominenz aus Deutschland, Österreich, Russland und Ungarn eingeweiht und zählte viele Jahrzehnte zu den ersten Adressen der Stadt Bozen und ihrer Umgebung. Am Reichrieglerhof endet die Guntschnapromenade, ehemals Erzherzog-Heinrichs-Promenade. Hier lag auch die Bergstation der Guntschnabahn. Die Südtiroler Volkspartei hielt hier in den 1950er-Jahren mehrere Jahreshauptversammlungen ab.
Der ursprüngliche Hotelbau entstand als Umbau eines vorgängigen mittelalterlichen Weinhofs, des seit dem 14. Jahrhundert bezeugten Riegler auf Guntschna. Dieser erschien erstmals im Jahr 1335 als „Rigel de Canczenaye“, später auch als Igerer und Knütl, seit 1829 als Reichri(e)gler.
1913 führte das Hotel die Unternehmerin Elise Überbacher-Minatti.
Vor seiner Schließung 1996 wechselte das Hotel mehrmals seinen Besitzer und entsprechend auch die Führung. Beliebt waren Bälle und Galaveranstaltungen im Hotel aufgrund der hervorragenden Aussicht auf die Stadt. Am 15. Februar 1997 wurde in dem Hotel der Südtiroler Landtagsabgeordnete Christian Waldner ermordet. Nach mehreren aufsehenerregenden Prozessen wurde Waldners ehemaliger Freund und Parteikollege Peter Paul Rainer letztinstanzlich zu einer langjährigen Haftstrafe verurteilt.
Das Hotel wurde 1998 fast zur Gänze abgerissen und später als herrschaftliches Wohnhaus neu erbaut.